# Rohrsberg
Der Rohrsberg im Übergang von Bad Neuenahr-Ahrweiler nach Sinzig im rheinland-pfälzischen Landkreis Ahrweiler ist eine 164,7 m ü. NHN hohe Erhebung im Mittelrheingebiet des Rheinischen Schiefergebirges.
Der Rohrsberg Kopf liegt östlich von Ehlingen und südwestlich Bad Sodendorf. Westlich an seinen Hängen liegt die Weinlage Kapellenberg. Zur Ahr hin befindet sich nördlich auf einem Plateau die Ehlinger Ley. Der 243,4 m ü. NHN hohe Mühlenberg liegt ca. 900 Meter südlich des Rohrsbergs.